# Trafiksäkerhetsverket (Sverige)
Trafiksäkerhetsverket, (tidigare Statens trafiksäkerhetsverk) TSV, var tidigare ett statligt verk i Sverige. Trafiksäkerhetsverket bildades 1968 genom en sammanslagning av Kungliga väg- och vattenbyggnadsstyrelsens trafikbyrå och delar av Högertrafikkommissionen. Verket hade från början sitt säte i Stockholm men utlokaliserades 1978 till Borlänge, där de nya lokalerna inviges i september 1980 av Sveriges kungapar.
Trafiksäkerhetsverket hade ansvar för frågor rörande vägtrafik och bilar. Det var också Trafiksäkerhetsverket som hade hand om bilregistret, körkortsregistret, förarprov samt frågor om förarutbildning.
År 1993 uppgick Trafiksäkerhetsverket i Vägverket. År 2010 slogs Vägverket ihop med Banverket till Trafikverket.

## Generaldirektörer
- 1968–1972: Lars Skiöld
- 1972–1978: Per Olov Tjällgren
- 1978–1984: Lars Peterson
- 1985–1986: Jan Hagberg
- 1986–1988: Jan Brandborn
- 1988–1992: Lars Eggertz

### Fotnoter
1. ↑  Per Eklund (4 september 2009). ”Nu bli de två verken ett” (på svenska). Dalademokraten. Arkiverad från originalet den 30 september 2017. https://web.archive.org/web/20170930174749/http://www.dalademokraten.se/dalarna/borlange/nu-bli-de-tva-verken-ett. Läst 30 september 2009.